# 余自甦
余自甦（1956年—），四川隆昌人，汉族，中华人民共和国政治人物、第十一届全国人民代表大会四川地区代表。
毕业于北京科技大学铸造专业，是中共党员。担任攀钢（集团）公司总经理。2008年起担任全国人大代表。